# 15. Landwehr-Division (Deutsches Kaiserreich)
Die 15. Landwehr-Division war ein Großverband der Preußischen Armee im Ersten Weltkrieg.

## Gliederung

### Kriegsgliederung vom 20. September 1915
- 10. Landwehr-Infanterie-Brigade
  - Landwehr-Infanterie-Regiment Nr. 12
  - Landwehr-Infanterie-Regiment Nr. 52
- 27. Landwehr-Infanterie-Brigade
  - Landwehr-Infanterie-Regiment Nr. 53
  - Landwehr-Infanterie-Regiment Nr. 55
  - 2. Landwehr-Eskadron/VII. Armee-Korps
  - Landwehr-Feldartillerie-Regiment Nr. 15
  - Fußartillerie-Batterie Nr. 108
  - Pionier-Kompanie Nr. 246
  - Pionier-Kompanie Nr. 247
  - Scheinwerferzug Nr. 247
  - Fernsprech-Doppelzug Nr. 215

### Kriegsgliederung vom 5. März 1918
- 10. Landwehr-Infanterie-Brigade
  - Landwehr-Infanterie-Regiment Nr. 12
  - Landwehr-Infanterie-Regiment Nr. 53
  - Landwehr-Infanterie-Regiment Nr. 55
  - 1. Eskadron/Husaren-Regiment „Fürst Blücher von Wahlstatt“ (Pommersches) Nr. 5
  - Landwehr-Feldartillerie-Regiment Nr. 15
- Pionier-Bataillon Nr. 415
- Divisions-Nachrichten-Kommandeur Nr. 515

## Gefechtskalender
Der Verband wurde ursprünglich als Division Borries am 9. Januar 1915 an der Westfront zusammengestellt und am 13. Juli 1915 als 15. Landwehr-Division etatisiert. Bis Mitte März 1917 kämpfte sie im Westen und wurde dann an die Ostfront verlegt. Nach dem dortigen Waffenstillstand war die Division an den Kämpfen zur Unterstützung der Ukraine beteiligt und kehrte nach Kriegsende erst bis Mitte März 1919 in die Heimat zurück.

### 1915
- 9. Januar bis 16. Oktober --- Stellungskämpfe westlich Roye-Noyon
- ab 21. Oktober --- Stellungskämpfe westlich Roye-Noyon

### 1916
- Stellungskämpfe westlich Roye-Noyon
  - 28. Januar bis 17. Februar --- Kämpfe von Frise

### 1917
- bis 15. März --- Stellungskämpfe westlich Roye-Noyon
- 16. bis 19. März --- Kämpfe vor der Siegfriedfront
- 20. bis 31. März --- Transport nach dem Osten
- 1. April bis 7. Dezember --- Stellungskrieg westlich Brody
- 7. bis 17. Dezember --- Waffenruhe
- ab 17. Dezember --- Waffenstillstand

### 1918
- bis 18. Februar --- Waffenstillstand
- 18. Februar bis 21. Juni --- Kämpfe zur Unterstützung der Ukraine
  - 16. bis 20. März --- Gefechte bei Snawjonka
  - 18. März --- Gefecht bei Nowo-Ukrainka
  - 31. März bis 6. April --- Gefechte bei Kriwoj-Rog
  - 24. bis 25. April --- Gefecht bei Kolaj
  - 30. April bis 1. Mai --- Einnahme von Sewastopol
- 22. Juni. bis 15. November --- Besetzung der Ukraine
- ab 16. November --- Räumung der Ukraine

### 1919
- bis 16. März --- Räumung der Ukraine

## Kommandeure
| Dienstgrad      | Name                     | Datum                       |
| --------------- | ------------------------ | --------------------------- |
| Generalleutnant | Karl von Borries         | 9. Januar bis 12. Juli 1915 |
| Generalleutnant | Ernst Louis Wilhelm Sack | 13. Juli 1915 bis März 1919 |